# Dacus tenebricus
Dacus tenebricus är en tvåvingeart som beskrevs av Munro 1938. Dacus tenebricus ingår i släktet Dacus och familjen borrflugor. Inga underarter finns listade i Catalogue of Life.